# María Estela Martínez de Perón
María Estela Martínez de Perón, conhecida como Isabelita Perón; (La Rioja, 4 de fevereiro de 1931), é uma ex-política e dançarina argentina, ela serviu como a 38.ª Presidente da Argentina de 1974 a 1976, sendo a primeira mulher a ocupar o cargo. Ela foi a terceira esposa do presidente Juan Domingo Perón. Na eleição presidencial de 1973, Isabel foi eleita vice-presidente na chapa com seu esposo e por isso serviu como vice-presidente e primeira-dama ao mesmo tempo. Após a morte do marido em 1974, Isabel serviu como presidente da Argentina de 1 de julho de 1974 a 24 de março de 1976, os militares assumiram o governo por meio de um golpe de estado enquanto ela era presidente e a colocaram em prisão domiciliar por cinco anos, antes de exilá-la para a Espanha em 1981, onde ela mora até a atualidade. Ela detém a distinção de ter sido a primeira mulher a ter o título de "Presidente", ao contrário de uma rainha ou primeiro-ministro.
No início de 2007, devido a reabertura de causas judiciais devido a supostos assassinatos e prisões políticas durante seu governo, foi solicitada a sua extradição à Argentina. A Corte Nacional Espanhola considerou que os delitos cometidos durante seu mandato não poderiam ser considerados crimes contra a humanidade e que, portanto, eles haviam prescrito, devido a isso foi negada a extradição de Isabel Perón.

## Infância, juventude e encontro com Perón

### Infância e juventude: 1931-1954
María Estela Martínez Cartas nasceu em La Rioja em 4 de fevereiro de 1931, ela é a filha mais nova de Carmelo Martínez (1893-1938) e de María Josefa Cartas (1897-1966), seu pai era um funcionário do Banco de Buenos Aires. Ela passou sua infância em Buenos Aires, onde completou sua educação primária e praticou dança. Ela é parente da conhecida artista argentina Juanita Martínez.
Seu pai morreu enquanto ela ainda era criança, em 1938. Sendo órfã de seu pai, ela se distanciou da família e adotou o nome artístico de Isabel, durante sua juventude juntou-se a dançarinas em uma turnê por toda a América Latina. Ela trabalhou na cidade de Caracas, capital da Venezuela, onde ela era conhecida pelo nome artístico "Isabel Gómez".

## Início da relação com Juan Perón: 1955-1961
No natal de 1955, na época em que ela morava no Panamá, Isabel conheceu o ex-presidente argentino Juan Domingo Perón, que se encontrava exilado no país após ser deposto pela Revolução Libertadora. Ele era 35 anos mais velho que ela, ele foi atraído por sua beleza e acreditava que ela lhe poderia fornecer a companhia feminina que lhe havia faltado desde a morte de sua segunda esposa, Evita Perón, em 1952. Ela contraiu matrimônio com Juan Perón em 1961, eles moraram juntos desde então, em vários países: Panamá, Venezuela, República Dominicana e, finalmente, na Espanha. Uma das razões pelas quais se casaram foi que ao chegar na Espanha, a elite conservadora católica do país não aprovou o namoro de Perón com uma mulher muito mais jovem que ele, com quem ele não se havia casado, logo ambos se casaram no dia 15 de novembro daquele ano. Devido a isso, María resolveu mudar seu nome para María Estela Martínez de Perón, sempre conservando seu nome artístico de Isabel, em anos posteriores ficou conhecida como Isabel Perón.

## Carreira política
Quando Juan Perón iniciou seu plano de retomar um papel ativo na política argentina sem retornar ao país, Isabel atuou como uma intermediária entre a Espanha e a América do Sul. Tendo sido deposto por um golpe de estado em 1955, Perón foi proibido de retornar ao país, por isso sua nova esposa fez as viagens em seu lugar. Em caráter de delegada pessoal de Perón, ela viajou à Argentina em 1965 para fazer frente ao fenômeno do neoperonismo. O líder da CGT, José Alonso, tornou-se um dos seus principais conselheiros na disputa entre Perón e o líder sindical dos metalúrgicos, Augusto Vandor, nas eleições legislativas de 1965, mais tarde tanto Alonso quanto Vandor foram assassinados em circunstâncias desconhecidas até a atualidade.
Após o governo de Héctor José Cámpora, Perón regressou à Argentina para apresentar-se às eleições de 1973, em que obteve mais de 62% dos votos, derrotando a chapa Ricardo Balbín–Fernando de la Rúa, que havia sido postulada pela União Cívica Radical. Isabelita tornou-se presidente após a morte de seu marido em 1 de julho de 1974 e assumiu o cargo nesse mesmo dia. Em 24 de março de 1976, foi deposta pela junta militar encabeçada por Jorge Rafael Videla, que deu origem ao chamado Proceso de Reorganización Nacional. Vive na Espanha desde 1981 numa espécie de auto-exílio. É filiada no Partido Justicialista (peronista).

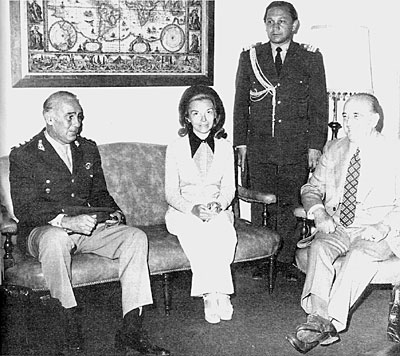
Isabel Perón ao lado do tenente-general e então Comandante do Exército Argentino, Leandro Anaya, e do então Ministro de Relações Exteriores Alberto Vignes.

## Presidência
Isabel Perón manteve o pacto social que inicialmente herdou de seu marido, e teve sucesso com as reformas, como a promulgação, no final de 1974 de impostos sobre os salários para fortalecer o Sistema de Aposentadoria Pública. Em seu primeiro ano de mandato da economia manteve-se estável, nesse ano, a produção industrial subiu 8,3%. Durante sua administração começou algumas obras infraestrutura para o desenvolvimento das províncias argentinas que fazem fronteira com o Chile. Em 1975, iniciou-se a construção da barragem Água del Toro, para aproveitar a energia das quedas e aumentar a irrigação de 90 mil hectares.
Em junho de 1975, o novo ministro de economia argentina, Celestino Rodrigo, aplicou uma desvalorização da moeda acompanhada de aumentos de tarifas. O produto interno bruto cresceu 4,9% em 1975, a inflação chegou a 10,2% em 1975. Em julho de 1975 da pressão da CGT e da Unión Obrera Metalúrgica, López Rega se viu obrigado a renunciar a seu cargo e abandonar o país. Em agosto, Isabel reverteu os aumentos da taxa e anunciou aumento das pensões e salários. Um mês depois de apagar todos os impostos sobre os salários e conceder empréstimos a empresas exportadoras, as exportações cresceram 12,7%, a balança comercial fechou com superávit de US$ 2,5 bilhões e o desemprego diminuiu de 4,8% para 3,2%. Devido a problemas de saúde, Martínez pediu licença do cargo durante alguns dias, deixando o exercício do cargo ao presidente provisional do Senado, Ítalo Lúder, entre 13 de setembro e 16 de outubro de 1975. Em 1975 ordenou a intervenção das forças armadas em Tucumán.
Nos últimos meses de 1975, a inflação caiu drasticamente para 0,17% ao mês e a economia registrou um boom de exportação, através de incentivos ao investimento industrial no início de 1976, em que se estabeleceram no país as montadoras Citroën, Toyota e Volvo. Em fevereiro de 1976 lançou um pacote de leis sociais, estabeleceu um requisito para dois aumentos de pensões, o estabelecimento de dias de descanso para as mães que trabalham, e a prova da lei 23 245 pelo qual o excedente orçamental anual deve chegar a mínimo de 0,2% da receita. Em Março de 1976 Jorge Rafael Videla e o comando do Exército Argentino exigiu a sua demissão. Martínez negou-se a renunciar, ainda que anunciasse a antecipação das eleições presidenciais para fins de 1976. Dias após lançou um plano de modernização de energia, que incluiu a construção de uma nova usina nuclear na província de Córdoba, e o lançamento de quatro barragens em Misiones. Apesar da pressão militar, o apoio popular para seu governo manteve-se constante.

## Golpe de estado
No dia 24 de março de 1976, um golpe de estado orquestrado pelos líderes das três forças, constituídos pela junta militar, pôs fim a seu governo. Martínez foi posta em prisão domiciliar na Província de Neuquén e depois numa fazenda na localidade de San Vicente, localizada na região metropolitana de Buenos Aires.

## Após a libertação
Uma vez libertada pela ditadura, em julho de 1981, radicou-se em Puerta de Hierro, (Madrid). Seu exilio espanhol implicou a cessação de sua atividade política, ainda que tenha voltado ocasionalmente à Argentina. O plebiscito sobre o Canal de Beagle foi ocasião de sua última aparição como figura histórica do peronismo, cujos setores mantinham respeito pela presidente.  Nos anos 90, a ex-presidente recebeu uma compensação pela expropriação sofrida durante o golpe militar e por ter sido preso político. Em 2013, devido à deterioração da saúde, assinou seu testamento, em que doa 90% de seu patrimônio para caridade e os restantes 10% para suas sobrinhas e funcionários.